# Пелешенко, Александр Юрьевич
Александр Юрьевич Пелешенко (укр. Олександр Юрійович Пєлєшенко; 7 января 1994, Станица Луганская, Луганская область — 5 мая 2024, Украина) — украинский тяжелоатлет, выступавший в весовой категории до 85 кг. Чемпион Европы 2016 и 2017 годов, участник Олимпийских игр 2016 года (4-е место). Заслуженный мастер спорта Украины.
В апреле 2018 года Пелешенко был отстранен от соревнований до 2026 года из-за внеконкурсного теста на наркотики (OOC), в ходе которого был обнаружен маскирующий агент (хлорталидон).
Поступил на службу в Вооружённые силы Украины в 2022 году.
Погиб 5 мая 2024 года в возрасте 30 лет во время российско-украинской войны.

## Спортивные результаты
| Год  | Соревнование            | Место проведения | Категория | Рывок  | Толчок | Сумма двоеборья | Место |
| 2015 | Чемпионат мира          | Хьюстон          | до 85 кг  | 167 кг | 201 кг | 368 кг          | 4     |
| 2016 | Чемпионат Европы        | Фёрде            | до 85 кг  | 168 кг | 204 кг | 372 кг          | 1     |
| 2016 | Летние Олимпийские игры | Рио-де-Жанейро   | до 85 кг  | 175 кг | 210 кг | 385 кг          | 4     |
| 2017 | Чемпионат Европы        | Сплит            | до 85 кг  | 175 кг | 211 кг | 386 кг          | 1     |